# La Iglesia de Jesucristo de los Santos de los Últimos Días en Tonga

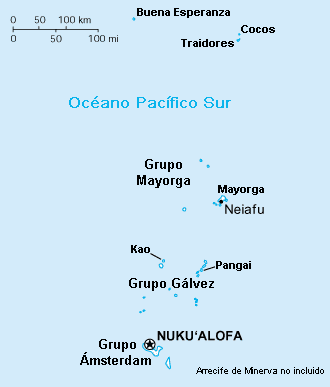
La Iglesia Mormona (Siasi Māmonga en tongano) llegó a Tonga el 15 de julio de 1891.

La Iglesia de Jesucristo de los Santos de los Últimos Días se estableció en Tonga en 1891. Según la Iglesia SUD, Tonga tiene más mormones per cápita que cualquier otro país del mundo.

## Miembros
A finales del año 2007, la Iglesia de Jesucristo de los Santos de los Últimos Días indicó que tenía 54 281 miembros, 16 estacas, 2 distritos, 125 wards, 39 ramas, una misión y un templo en Tonga. Los miembros representan el 46% de la población total del reino.
En 1996 indicó que un tercio de la población formaba parte de la Iglesia de Jesucristo de los Santos de los Últimos Días. Sin embargo, según el censo de ese mismo año el 14% de la población se autodefinía como mormona. Las estadísticas sobre los miembros de la Iglesia son diferentes de otras debido a que la Iglesia de Jesucristo de los Santos de los Últimos Días no elimina de sus estadísticas a los miembros inactivos.

## Misiones
Cuando los primeros misioneros llegaron a Tonga el 15 de julio de 1891, Tonga forma parte de la misión de Samoa. El 8 de julio de 1916 se organizó la Misión de Tonga, que incluía la mayor parte del Pacífico sur. Se renombró como Misión Tonga el 10 de junio de 1970. El 23 de julio de 1971 se creó la misión Fiyi a partir de la Misión Tonga, que se renombró como Misión Nukualofa el 20 de junio de 1974.

## Templo
El templo de Nukualofa se dedicó en 1983 y se volvió a dedicar en 2007.